# Eleccions al Parlament d'Ucraïna de 2014
Les eleccions al Parlament d'Ucraïna de 2014 van ser unes eleccions anticipades a la Rada Suprema que van tenir lloc a gran part d'Ucraïna el 26 d'octubre de 2014 es van celebrar eleccions anticipades.
Petrò Poroixenko, president d'Ucraïna, havia pressionat perquè se celebressin eleccions parlamentàries anticipades des de la seva victòria en les eleccions presidencials de maig. La ruptura al juliol de la coalició governant li va donar dret a dissoldre el Parlament, per la qual cosa el 25 d'agost de 2014 va anunciar les eleccions anticipades.
La votació no va tenir lloc a la República Autònoma de Crimea per l'ocupació russa ni a la RD de Donetsk i RD de Luhansk per la seva independència de facto durant la guerra al Donbàs. Per això, 27 dels 450 escons de la vuitena legislatura de la Rada Suprema van quedar vacants.
Aquestes eleccions poden qualificar-se de realineament. El Partit de les Regions, que va governar de 2010 a 2014 i va ocupar un dels dos primers llocs en les eleccions des de 2006, no va participar en aquestes eleccions, mentre que el seu successor informal, el Bloc de l'Oposició, va obtenir un modest resultat amb el 9,43% dels vots. Per primera vegada des de la independència d'Ucraïna, el Partit Comunista d'Ucraïna no va aconseguir representació parlamentària. Quatre partits de nova creació van obtenir el suport més significatiu en aquestes eleccions: Bloc Petrò Poroixenko (format el juliol de 2014 per partidaris de Poroixenko), Front Popular (escindit de Pàtria l'agost de 2014), Autosuficiència (registrat en 2012) i Bloc Opositor (format el setembre de 2014 per un grup d'antics membres del Partit de les Regions).
Atès que es va utilitzar el sistema de vot paral·lel, l'assignació d'escons no és proporcional. Per exemple, el guanyador en la votació per llistes de partits (22,12%), el Front Popular, va obtenir la segona fracció amb 82 escons, mentre que el Bloc Petrò Poroixenko es va fer amb 123 escons amb el 21,82% dels vots.
Els treballs del nou Parlament van començar el 27 de novembre de 2014. Aquest mateix dia, cinc faccions van formar la coalició «Ucraïna Europea»: Bloc Petrò Poroixenko, Front Popular, Autosuficiència, Partit Radical i Pàtria. El 2 de desembre es va aprovar el segon Govern d'Iatseniuk.